# Tamarix ericoides
Tamarix ericoides är en tamariskväxtart som beskrevs av Rottl. och Willd. Tamarix ericoides ingår i släktet tamarisker, och familjen tamariskväxter. Inga underarter finns listade.